# A Trick of Fate (film 1919)
A Trick of Fate è un film muto del 1919 diretto da Howard C. Hickman. Il regista era il marito dell'interprete principale, la nota attrice Bessie Barriscale.

## Trama
La ballerina Mary Lee, dopo la morte del padre, un aristocratico del Sud, parte per New York dove vuole trovare un lavoro per rifondere un debito di cinquemila dollari che il padre aveva contratto con un banchiere. Intanto a Parigi, l'impresario teatrale americano Raoul Garson mette sotto contratto Anna Gerard con l'intenzione di farne l'attrazione della stagione teatrale di Broadway. Ma Pierre La Rouge, un apache, amante geloso di Anna, è contrario al fatto che lei lasci Parigi. Dopo aver eseguito il suo numero danzato come "Zura", Anna sparisce. Garson incontra per caso Mary in strada e, accorgendosi che la ragazza è la sosia di Anna, le chiede di sostituire la ballerina scomparsa. In cambio, le consegna i cinquemila dollari di cui lei ha bisogno, facendole promettere di mantenere segreto quello scambio di persona con tutti quanti gli altri. Quando Anna viene ritrovata morta, uccisa da La Rouge, Garson dichiara che quella non è la sua ballerina, ma Mary, la ragazza venuta dal sud. La vera Mary, non potendo dire niente, tace anche con Richard Crane, il fidanzato ingegnere appena tornato da un viaggio di lavoro in Sud America. La verità verrà a galla quando John Wentworth si accorge della sostituzione. Mary andrà a Parigi dove ballerà davanti a La Rouge come se fosse il fantasma della morta. L'uomo finisce per confessare il suo crimine e Mary può andarsene via con Richard.

## Produzione
Il film venne girato nei Brunton studios di Los Angeles.
Fu prodotto dalla B.B. Features (o Bessie Barriscale Productions), la compagnia fondata dall'attrice, una società che produsse nell'arco di un anno e mezzo una dozzina di pellicole che avevano tutte come protagonista Bessie Barriscale.

## Distribuzione
Distribuito dalla Robertson-Cole Distributing Corporation e Exhibitors Mutual Distributing Company, il film uscì nelle sale cinematografiche statunitensi il 24 febbraio 1919 dopo essere stato proiettato in forma privata il 10 febbraio 1919.
Non si conoscono copie ancora esistenti della pellicola che viene considerata presumibilmente perduta.